# Fraaie korrelpalpmot
De fraaie korrelpalpmot (Teleiopsis diffinis) is een vlinder uit de familie tastermotten (Gelechiidae). De wetenschappelijke naam is voor het eerst geldig gepubliceerd in 1828 door Haworth.
De soort komt voor in Europa.